# Rodgaubahn
| |                                                                                           |                                         |                                         |
| Streckennummer (DB): | 3661                                                                                      |                                         |                                         |
| Kursbuchstrecke (DB): | 645.1, 645.2                                                                              |                                         |                                         |
| Kursbuchstrecke: | 317d (1946) 317k (Offenbach Hbf – Offenbach-Bieber 1946) 317c (Ober Roden – Dieburg 1946) |                                         |                                         |
| Streckenlänge: | 22 km                                                                                     |                                         |                                         |
| Spurweite: | 1435 mm (Normalspur)                                                                      |                                         |                                         |
| Stromsystem: | Offenbach–Rödermark-Ober Roden: 15 kV 16,7 Hz ~                                           |                                         |                                         |
| Zweigleisigkeit: | Offenbach Ost–Rödermark-Ober Roden                                                        |                                         |                                         |
| |                                                                                           |                                         |                                         |
| \| \| \| von Frankfurt (Main) Hbf \| \| \| \| 0,0 \| Offenbach (Main) Hbf \| Offenbach (Main) Hbf \| \| \| \| nach Hanau und Göttingen (Fernbahn) \| \| \| \| \| von Frankfurt (Main) Schlachthof \| \| \| \| 1,5 \| Offenbach (Main) Ost \| Offenbach (Main) Ost \| \| \| \| ehem. Offenbacher Industriebahn \| \| \| \| \| nach Hanau \| \| \| \| 4,2 \| Offenbach-Bieber \| Offenbach-Bieber \| \| \| \| nach Dietzenbach Bahnhof \| \| \| \| 5,6 \| Offenbach-Waldhof \| Offenbach-Waldhof \| \| \| 8,1 \| Obertshausen \| Obertshausen \| \| \| \| A 3 \| \| \| \| 11,0 \| Rodgau-Weiskirchen \| Rodgau-Weiskirchen \| \| \| 12,4 \| Rodgau-Hainhausen \| Rodgau-Hainhausen \| \| \| 14,0 \| Rodgau-Jügesheim \| Rodgau-Jügesheim \| \| \| 15,3 \| Dudenhofen (b Offenbach) Üst \| Dudenhofen (b Offenbach) Üst \| \| \| 15,8 \| Rodgau-Dudenhofen \| Rodgau-Dudenhofen \| \| \| 17,7 \| Rodgau-Nieder Roden \| Rodgau-Nieder Roden \| \| \| 18,9 \| Nieder Roden Industriestammgleis (Anst) \| Nieder Roden Industriestammgleis (Anst) \| \| \| 19,7 \| Rodgau-Rollwald \| Rodgau-Rollwald \| \| \| \| von Dreieich-Buchschlag \| \| \| \| 21,9 \| Rödermark-Ober Roden Endstation \| Rödermark-Ober Roden Endstation \| \| \| \| B 459 \| \| \| \| \| B 45 \| \| \| \| 25,2 \| Eppertshausen \| Eppertshausen \| \| \| \| zur MUNA Breitefeld \| \| \| \| 27,8 \| Münster (b Dieburg) \| Münster (b Dieburg) \| \| \| \| B 45 \| \| \| \| \| von Aschaffenburg Hbf \| \| \| \| 30,4 \| Dieburg \| Dieburg \| \| \| \| nach Darmstadt \| \| \| \| \| von Darmstadt Ost \| \| \| \| 34,65 \| Groß-Zimmern \| Groß-Zimmern \| \| \| 37,16 \| Spachbrücken \| Spachbrücken \| \| \| \| von Groß Umstadt-Wiebelsbach \| \| \| \| 39,61 \| Reinheim (Odenw) \| Reinheim (Odenw) \| \| \| \| nach Darmstadt \| \| \| \| \| nach Groß-Bieberau \| \| \| \| \| \| \| \| Quellen: [1][2] \| \| \| \| |                                                                                           |                                         |                                         |
| Strecke |                                                                                           | von Frankfurt (Main) Hbf                | von Frankfurt (Main) Hbf                |
| Bahnhof mit S-Bahn-Halt | 0,0                                                                                       | Offenbach (Main) Hbf                    | Offenbach (Main) Hbf                    |
| Abzweig geradeaus und nach links |                                                                                           | nach Hanau und Göttingen (Fernbahn)     | nach Hanau und Göttingen (Fernbahn)     |
| Abzweig geradeaus und von links |                                                                                           | von Frankfurt (Main) Schlachthof        | von Frankfurt (Main) Schlachthof        |
| S-Bahnhof | 1,5                                                                                       | Offenbach (Main) Ost                    | Offenbach (Main) Ost                    |
| Abzweig geradeaus und ehemals nach rechts |                                                                                           | ehem. Offenbacher Industriebahn         | ehem. Offenbacher Industriebahn         |
| Abzweig geradeaus und nach links |                                                                                           | nach Hanau                              | nach Hanau                              |
| S-Bahnhof | 4,2                                                                                       | Offenbach-Bieber                        | Offenbach-Bieber                        |
| Abzweig geradeaus und nach rechts |                                                                                           | nach Dietzenbach Bahnhof                | nach Dietzenbach Bahnhof                |
| S-Bahn-Halt | 5,6                                                                                       | Offenbach-Waldhof                       | Offenbach-Waldhof                       |
| S-Bahnhof | 8,1                                                                                       | Obertshausen                            | Obertshausen                            |
| Strecke mit Straßenbrücke |                                                                                           | A 3                                     | A 3                                     |
| S-Bahn-Halt | 11,0                                                                                      | Rodgau-Weiskirchen                      | Rodgau-Weiskirchen                      |
| S-Bahn-Halt | 12,4                                                                                      | Rodgau-Hainhausen                       | Rodgau-Hainhausen                       |
| S-Bahn-Halt | 14,0                                                                                      | Rodgau-Jügesheim                        | Rodgau-Jügesheim                        |
| Überleitstelle / Spurwechsel | 15,3                                                                                      | Dudenhofen (b Offenbach) Üst            | Dudenhofen (b Offenbach) Üst            |
| S-Bahn-Halt | 15,8                                                                                      | Rodgau-Dudenhofen                       | Rodgau-Dudenhofen                       |
| S-Bahn-Halt | 17,7                                                                                      | Rodgau-Nieder Roden                     | Rodgau-Nieder Roden                     |
| Abzweig geradeaus und von links | 18,9                                                                                      | Nieder Roden Industriestammgleis (Anst) | Nieder Roden Industriestammgleis (Anst) |
| S-Bahn-Halt | 19,7                                                                                      | Rodgau-Rollwald                         | Rodgau-Rollwald                         |
| Abzweig geradeaus und von rechts |                                                                                           | von Dreieich-Buchschlag                 | von Dreieich-Buchschlag                 |
| Bahnhof mit S-Bahn-Halt | 21,9                                                                                      | Rödermark-Ober Roden Endstation         | Rödermark-Ober Roden Endstation         |
| Strecke mit Straßenbrücke |                                                                                           | B 459                                   | B 459                                   |
| Strecke mit Straßenbrücke |                                                                                           | B 45                                    | B 45                                    |
| Haltepunkt / Haltestelle | 25,2                                                                                      | Eppertshausen                           | Eppertshausen                           |
| Abzweig geradeaus und ehemals nach rechts |                                                                                           | zur MUNA Breitefeld                     | zur MUNA Breitefeld                     |
| Haltepunkt / Haltestelle | 27,8                                                                                      | Münster (b Dieburg)                     | Münster (b Dieburg)                     |
| Strecke mit Straßenbrücke |                                                                                           | B 45                                    | B 45                                    |
| Abzweig geradeaus und von links |                                                                                           | von Aschaffenburg Hbf                   | von Aschaffenburg Hbf                   |
| Bahnhof | 30,4                                                                                      | Dieburg                                 | Dieburg                                 |
| Abzweig ehemals geradeaus und nach rechts |                                                                                           | nach Darmstadt                          | nach Darmstadt                          |
| Abzweig geradeaus und von rechts (Strecke außer Betrieb) |                                                                                           | von Darmstadt Ost                       | von Darmstadt Ost                       |
| Bahnhof (Strecke außer Betrieb) | 34,65                                                                                     | Groß-Zimmern                            | Groß-Zimmern                            |
| Haltepunkt / Haltestelle (Strecke außer Betrieb) | 37,16                                                                                     | Spachbrücken                            | Spachbrücken                            |
| Abzweig ehemals geradeaus und von links |                                                                                           | von Groß Umstadt-Wiebelsbach            | von Groß Umstadt-Wiebelsbach            |
| Bahnhof | 39,61                                                                                     | Reinheim (Odenw)                        | Reinheim (Odenw)                        |
| Abzweig geradeaus und nach rechts |                                                                                           | nach Darmstadt                          | nach Darmstadt                          |
| Strecke |                                                                                           | nach Groß-Bieberau                      | nach Groß-Bieberau                      |
| |                                                                                           |                                         |                                         |
| Quellen: |                                                                                           |                                         |                                         |

Die Rodgaubahn ist eine von Offenbach (Main) über Rodgau nach Rödermark-Ober-Roden führende, ursprünglich eingleisige und seit 2003 zweigleisige Eisenbahnstrecke. Der Name Rodgaubahn leitet sich von der aus dem Mittelalter stammenden Bezeichnung Rodgau, einem Teil des früheren Maingaus, ab, den sie in ganzer Ausdehnung durchquert.

## Geschichte

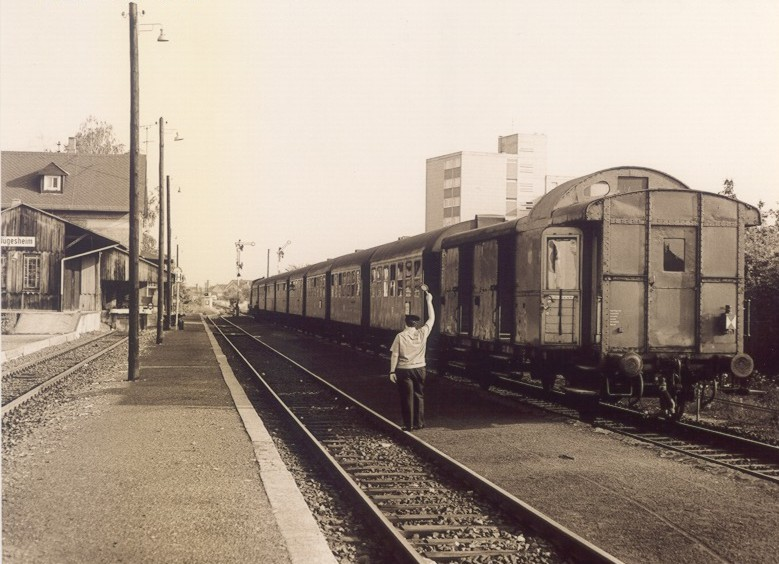
Bahnhof Jügesheim (1978)

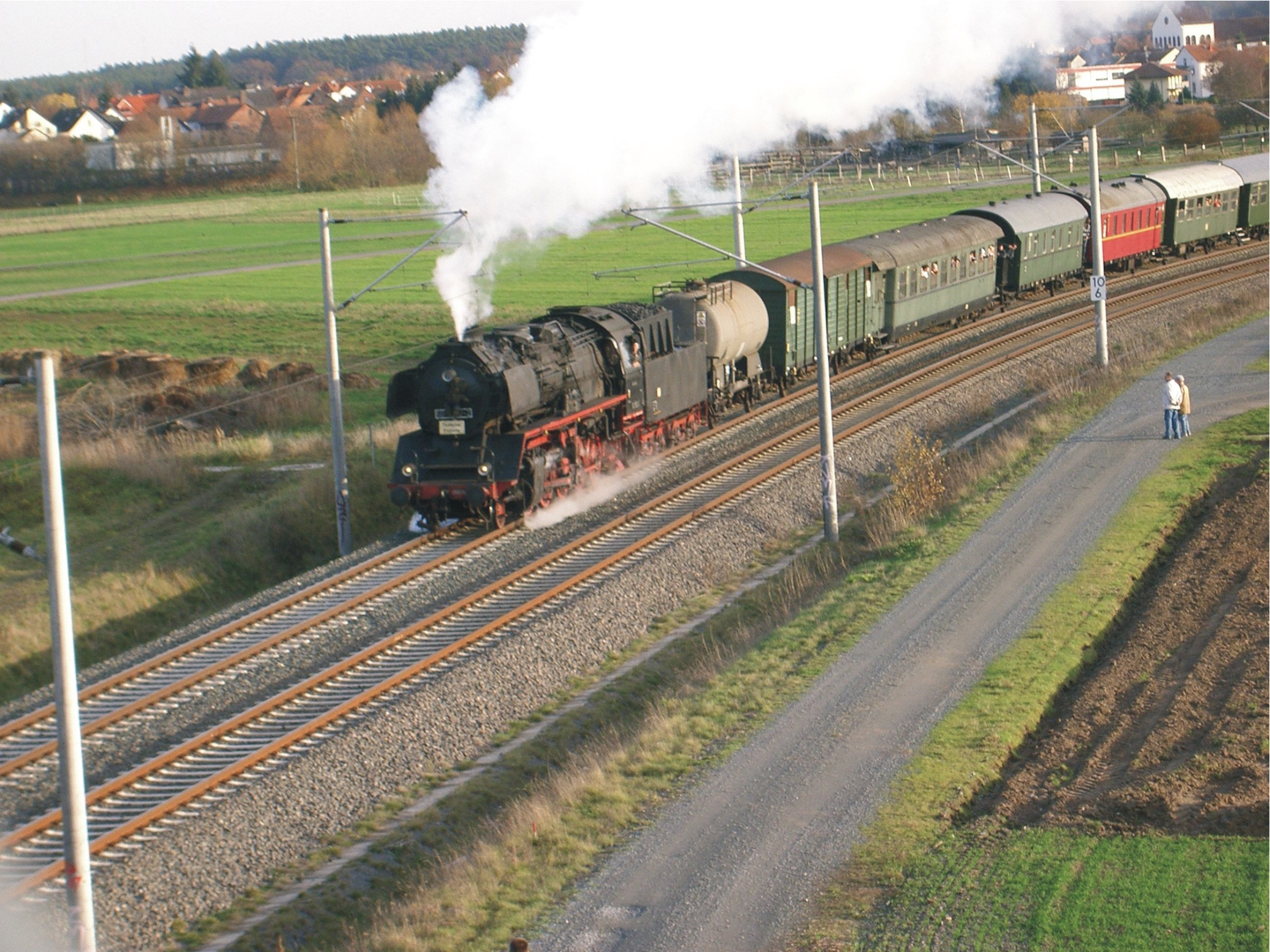
Nostalgiezug zwischen Offenbach und dem Rodgau (2006)

Seit etwa 1870 gab es ernsthafte Bemühungen und Vorstöße von lokaler Ebene, den Rodgau durch eine Eisenbahn zu erschließen, die aber zunächst staatlicherseits nicht aufgegriffen wurden. So bildete sich nach der ersten, vergeblichen Initiative 1877 ein „Eisenbahncomitée“. Aber auch dieses erhielt erst nach vier Jahren eine Antwort aus der Landeshauptstadt Darmstadt, mit den Vorarbeiten für ein Eisenbahnprojekt Offenbach–Reinheim beginnen zu dürfen, auf eigene Kosten. Es dauerte bis 1888 bis schließlich die Zustimmung der Regierung vorlag und nach weiteren Diskussionen um den Anschluss der Bahn in Offenbach an die Preußischen Staatseisenbahnen und deren Bebraer Eisenbahn wurde 1895 die Baugenehmigung erteilt.
Gebaut wurde die Strecke von den Großherzoglich Hessischen Staatseisenbahnen, die sich dafür entschieden, in Offenbach einen eigenen Bahnhof zu errichten. Der lag südöstlich des „preußischen“ Bahnhofs, in der Nähe des heutigen Bahnhofs Offenbach (Main) Ost. Am 30. September 1896 eröffnete die neue Strecke von Offenbach über Dieburg nach Reinheim (heute: Streckennummer 3661) mit einer Länge von 42,2 Kilometern.
In Dieburg kreuzte die Strecke die Rhein-Main-Bahn der Hessischen Ludwigsbahn. In den folgenden Jahren erhielt die Rodgaubahn noch Anschluss an zwei weitere Bahnstrecken:
- Zum 1. Dezember 1898 wurde als Streckenast von Offenbach-Bieber die Strecke Offenbach-Bieber–Dietzenbach eröffnet.
- Am 1. April 1905 erfolgte in Ober-Roden der Anschluss der neu eröffneten Dreieichbahn von Buchschlag an die etwa ab diesem Zeitpunkt so genannte Rodgaubahn.

1896 gingen die Rodgaubahn und alle angrenzenden Strecken in die Verwaltung der Königlich Preußische und Großherzoglich Hessische Eisenbahnbetriebs- und Finanzgemeinschaft über.
Am 10. Februar 1914 wurden „mit Eintritt der Dunkelheit“ im Abschnitt Dieburg–Reinheim neue „Doppellichtvorsignale“ in Betrieb genommen, die dem heute noch gebräuchlichen Modell des Formsignals entsprachen.
Spätestens als die Preußisch-Hessische Eisenbahngemeinschaft den Betrieb der Strecke übernahm, war der eigene Bahnhof für die Rodgaubahn in Offenbach obsolet. Es dauerte aber noch 30 Jahre, bevor dieses betriebliche Hindernis beseitigt wurde und inzwischen erfolgte ein weiterer Betreiberwechsel: Seit 1921 gehörte die Strecke zur Deutschen Reichsbahn. 1912 bis 1925 – unterbrochen vom Ersten Weltkrieg – legte die Bahn im Offenbacher Stadtgebiet die Eisenbahnanlagen in Dammlage, um Kreuzungsfreiheit mit dem Straßenverkehr zu erreichen. Dazu wurde in Offenbach der Hauptbahnhof komplett umgebaut, in den nun auch die Rodgaubahn einmündete, deren eigener Bahnhof aufgegeben wurde.

## Hochbauten
Die Empfangsgebäude entlang der Strecke folgen einem Standardentwurf als Einheitsbahnhof der Hessischen Staatseisenbahn. Die typische Gestaltung für Nebenbahn-Stationen erfolgte mit Klinkern und hatte einen T- oder L-förmigen Baukörper mit zwei Geschossen. Im Obergeschoss befand sich eine Dienstwohnung, unten der Eingangs- und Wartebereich sowie der Dienstraum. Angesetzt war immer ein parallel zum Gleis stehender Güterschuppen für Stückgut. Die Ausrichtung des Gebäudes zum Bahnsteig hin und die Größe der angebauten Güterschuppen konnte, je nach örtlichen Gegebenheiten, variieren.
Die Einheitsbahnhöfe sind als zweifarbiger Gelbklinkerbau gestaltet. Zu den gelben Klinkern im Kreuzverband wurden rotbraune Klinker als Ornamente für Friesbänder und Gesimse ergänzt. Die Sockel bestanden aus Sandstein und auch die Fensterlaibungen sind meist aus rotem Sandstein. Die Satteldächer sind auf den Giebelseiten mit herausragendem Gespärre in Holz unterfangen, die allerdings örtlich variieren. Ursprünglich war am Giebel des Querbaus eine bogenförmige Holzunterfangung im Schweizerstil angebracht, die meist nicht mehr erhalten ist.

## Betrieb

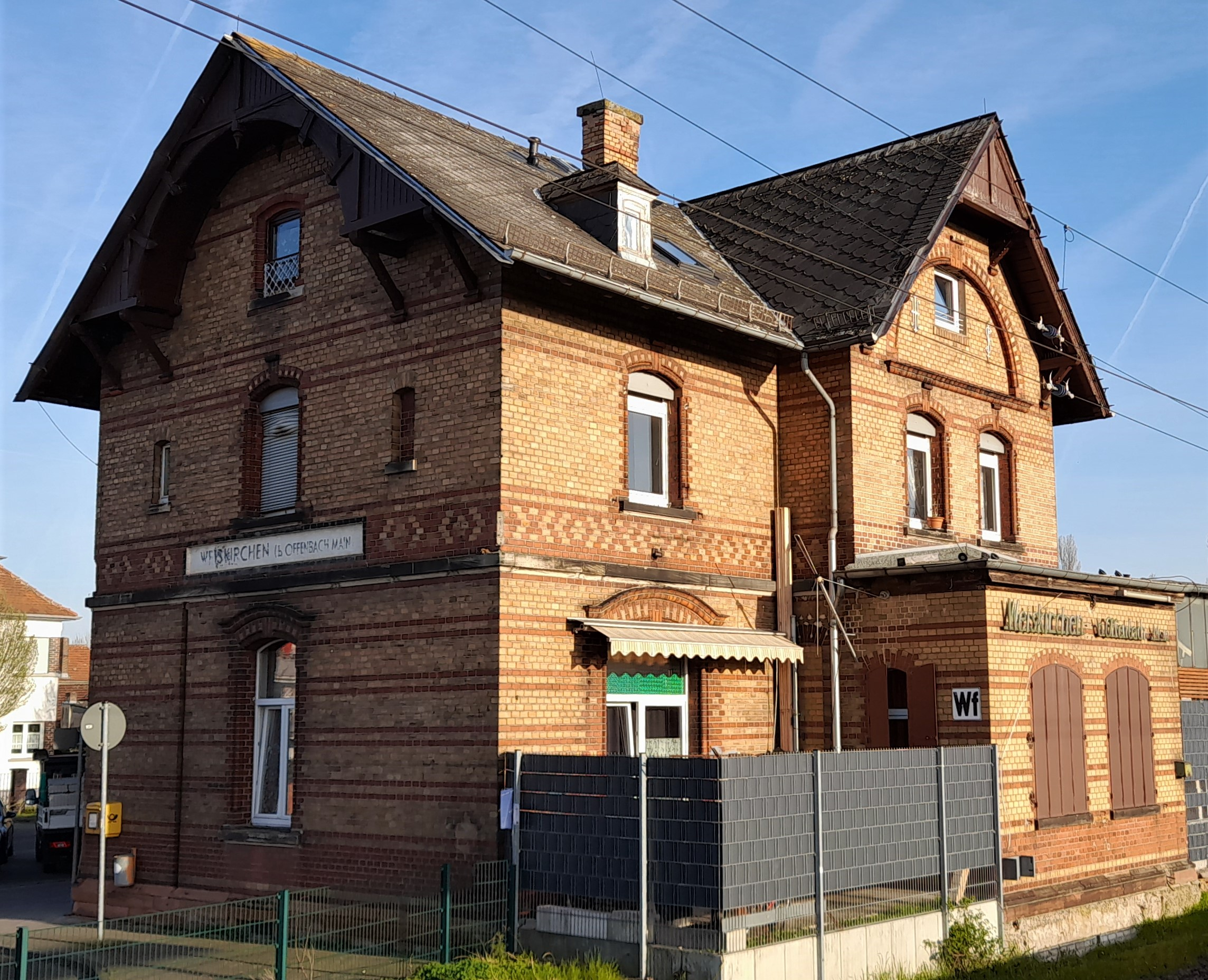
Ehemaliges Bahnhofsgebäude Weiskirchen

Zunächst verkehrten vier Zugpaare täglich. Nach Anschluss der Dreieichbahn gab es nur noch zwei durchgehende Zugpaare zwischen Offenbach und Dieburg. Die Züge verkehrten zunächst im Dampfbetrieb, nach dem Zweiten Weltkrieg zunehmend mit Diesellokomotiven. Die Bedeutung der Verbindung lag im wachsenden Pendlerverkehr aus dem nördlichen Odenwald und dem östlichen Landkreis Offenbach zu den Arbeitsplätzen in der Lederwarenindustrie in der Stadt Offenbach.
Am 28. Mai 1965 wurde der Personenverkehr zwischen Dieburg und Reinheim eingestellt, unter anderem wegen der parallel geführten Buslinie. 1967 wurde diese Trasse – zunächst nur zwischen Dieburg und Groß-Zimmern – abgebaut. Noch fuhren Güterzüge von und zur Odenwaldbahn über die Strecke nach Darmstadt Ost, bis auch diese 1970 stillgelegt wurde. 1989 folgte auch der Abbau des restlichen Teilstücks der Strecke bis Reinheim.

## S-Bahn

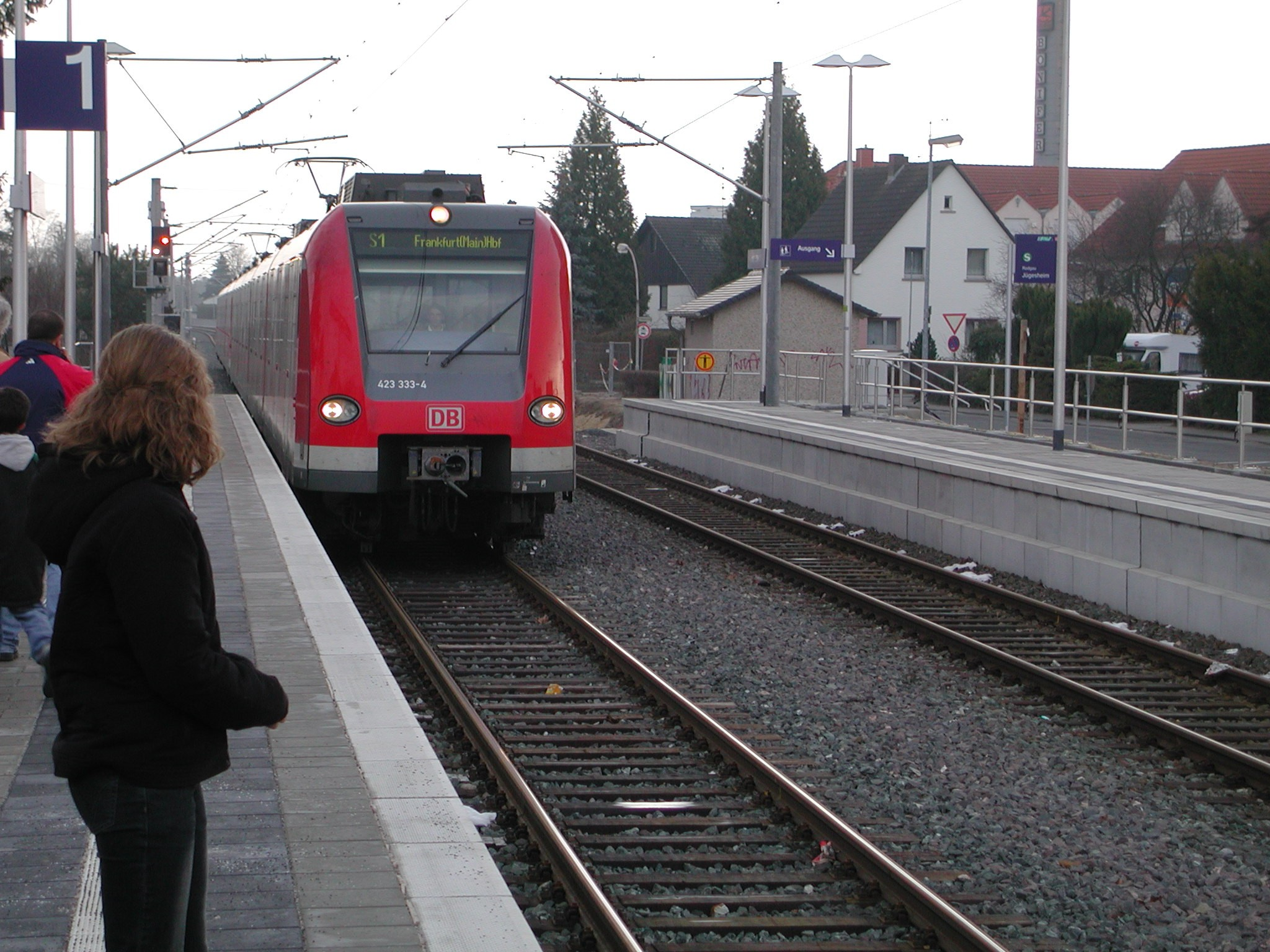
S1 im Bahnhof Jügesheim (2003)

Bereits Ende der 1950er-Jahre wurde ein Umbau der Strecke auf S-Bahn-Betrieb ins Gespräch gebracht. Es dauerte bis zum 23. März 2001, bis der Umbau der Rodgaubahn zu einer zweigleisigen, elektrifizierten Strecke im Rahmen des Frankfurter S-Bahn-Netzes begann. Im Verlauf der Ausbauarbeiten wurden 13 Haltepunkte und Bahnhöfe modernisiert und zwei neu erstellt. 15 Brückenbauwerke entstanden und 18 Bahnübergänge wurden mit neuen Schrankenanlagen gesichert.
Zum Fahrplanwechsel 2003/2004 am 14. Dezember 2003 wurde der S-Bahn-Betrieb aufgenommen und die Rodgaubahn in das von der DB Regio AG betriebene Netz der S-Bahn Rhein-Main integriert. Befahren wird sie von der Linie S1 (Wiesbaden–Ober-Roden) – und in ihrem nördlichen Abschnitt auch von der Linie S2 (Niedernhausen–Dietzenbach). Zunächst war an eine Verlängerung der S1 bis Dieburg und eine Verlängerung der S2 bis Ober-Roden gedacht, was jedoch aufgrund fehlender Wirtschaftlichkeit scheiterte. Daher wurde der Abschnitt von Ober-Roden nach Dieburg nicht elektrifiziert. Diesen Abschnitt befährt heute die aus Buchschlag kommende Dreieichbahn.